# Султанов, Санан Гаджи-Мамед оглы
Санан Гаджи-Мамед оглы Султа́нов (16 февраля 1947, Баку — декабрь 1997) — азербайджанский архитектор.
Родился 16 февраля 1947 года в гор. Баку. После окончания школы с Золотой медалью поступил на архитектурное отделение Политехнического института в гор Баку. После окончания института был направлен на работу в «Азгоспроект».
В 1972 году Султанов С. участвовал в международном конкурсе на лучший проект здания оперы и балета в Болгарии, где его работа заняла второе место. Параллельно спроектировал жилой дом для Ветеранов партии, строительство которого было осуществлено в начале 70-х годов. Под архитектурным руководством С.Султанова была произведена реконструкция здания Театра оперы и балета в Баку. В эти же годы создается проект Выставочного комплекса на Приморском бульваре. В 1980 году Сана Султанов создает организацию «Музейхудпроект», главной целью которой было открытие краеведческих музеев в районах Азербайджана. Также осуществлялась и выставочная деятельность. С 1986 по 1989 годы Султанов являлся главным архитектором горд. Сумгаита, заместителем председателя Сумгаитского горисполкома.
В 1989 году Султанов становится основателем СП"НЕФТЕКО"
В 1993 создает первое в Азербайджане частное проектное бюро «Модус», генеральным директором которого оставался вплоть до своей скоропостижной кончины в декабре 1997 года. Санан Султанов автор проектов более 30 жилых и офисных зданий, среди которых комплекс домов на Улице Мехти Гусейна, жилое здание возле Дома правительства и др. Автор проекта реконструкции Биби-Эйбатской мечети.
Лауреат премии Ленинского комсомола за павильон Азербайджана на фестивале молодежи и студентов в гор. Москве.
Лауреат премии «Умай» за проект памятника М. Усейнову на кладбище Почетного захоронения.